# Caetano (prenome)
Caetano é um prenome da onomástica da língua portuguesa derivado do latim Caietanus. Sua origem é o cognome gentílico da época romana relativo à cidade de Caieta, hoje Gaeta (Latina).
Caetano ou Gaetano (em italiano) é um sobrenome popular em toda Itália e sudeste europeu e nomeia tradicionalmente uma familia romana do sudeste italiano. Este patronímico popularizou-se na Itália e depois em toda Europa católica a partir do século XVI devido ao culto a São Caetano de Thiene (1480-1547), e do papa Papa Gelásio II (Giovanni de Gaeta), que foi um monge beneditino eleito em 24 de Janeiro de 1118 e morreu em 28 de Janeiro de 1119.
No Brasil, há registros de famílias com o sobrenome Caetano principalmente na região sul (com grande incidência de imigrantes italianos) e na região sudeste, especialmente no Rio de Janeiro, nas Minas Gerais e em São Paulo. Na região nordeste, o sobrenome Caetano é um patronímico que identifica e distingue os descendentes de Caetano Martins Leitão, herdeiro de sesmarias e proprietário de terras no vale do rio Acaraú, na primeira metade do século XIX.
A família Caetano teve início em Portugal na pessoa de Giancarlo De Caetani, que se fixou em Guarda, junto à Serra da Estrela. Giancarlo De Caetani fundou as vilas de Maçainhas, Prados e Rapa, onde estabeleceu e ergueu a Quinta dos Caetanos. Esta família se incorporou à realeza portuguesa por diversas vezes, tendo Miguel de Menes Caetano contraído casamento com uma neta de Dom Duarte, Rei de Portugal. Feito Cavaleiro do Reino, Comendador da Ordem de Cristo e da Ordem de Calatrava, veio a receber por direito o brasão de armas por decreto real.
Em outros idiomas
- castelhano: Cayetano
- italiano: Gaetano
- francês: Gaétan
- polaco: Kajetan
- português: Caetano

Referências
- DAUZAT, Albert - Dictionnaire étymologique des noms de famille et prénoms de France. Paris: Larousse, 1951
- MACHADO, José Pedro - Dicionário Onomástico Etimológico da Língua Portuguesa

Heraldry Institute of Rome

## Nota
- http://heraldrysinstitute.com/cognomi_italiani.php?paese=Italia&lang=pt&cognome=Caetano

http://tuaparada.tuparada.com/significado-dos-nomes/caetano/21795